# Suresnes
Suresnes település Franciaországban, Hauts-de-Seine megyében. Lakosainak száma 48 932 fő (2022. január 1.). Suresnes Puteaux, Párizs, Saint-Cloud, Rueil-Malmaison és Nanterre községekkel határos.

## Története
Itt tartották az akkoriban illegalitásban működő Spanyol Szocialista Munkáspárt 26. kongresszusát 1974-ben, amelyen a párt főtitkárává Választották Felipe Gonzálezt.

## Népesség
A település népessége az elmúlt években az alábbi módon változott:
| Lakosok száma | 48 066 | 48 565 | 49 145 | 48 264 | 48 763 | 49 311 | 49 482 | 49 104 | 48 932 |
|               | 2013   | 2015   | 2016   | 2017   | 2018   | 2019   | 2020   | 2021   | 2022   |